# دنت بلانچ
دنت بلانچ (به لاتین: Dent Blanche) یک کوه در سوئیس است که در کانتون وله واقع شده‌است. دنت بلانچ ۴٬۳۵۸ متر بالاتر از سطح دریا واقع شده‌است.